# Cheneché

Cheneché este o comună în departamentul Vienne, Franța. În 2009 avea o populație de 324 de locuitori.